# Луций Юлий Фруги
Луций Юлий Фруги (на латински: Lucius Iulius Frugi) e политик и сенатор на Римската империя през края на 1 и началото на 2 век по времето на император Траян (98 – 117).
През 115 г. той е суфектконсул заедно с Публий Ювентий Целс.